# Kater Schnurr mit den blauen Augen
Kater Schnurr mit dem blauen Augen (Originaltitel: Z deniku kocoura Modroočka, wörtlich: Aus dem Tagebuch des Katers Blauauge) ist ein Kinderbuch des tschechoslowakischen Schriftstellers Josef Kolář, das 1965 vom Staatlichen pädagogischen Verlag in Prag aufgelegt und 1969 von Otfried Preußler bearbeitet und ins Deutsche übersetzt wurde.

## Handlung
Das Buch beinhaltet eine vom Frühjahr bis Winter dauernde Abfolge aus der Ich-Perspektive einer männlichen jungen grauen Siamkatze mit blauen Augen die bei einem alleinstehenden Mann lebt. Kater Schnurr entdeckt nach seiner Geburt eine ihm völlig unbekannte Welt in deren Erkundung er allerlei Unsinn anstellt und erstaunliches erlebt. Dabei wird er von zwei herumstreunenden Katzen, zunächst durch die gelbe Mieze und anschließend durch einen Kater Weißbart, in die Gepflogenheiten eines Katzenlebens der Großstadt eingeführt.
Mit Beginn des Sommers verreist Kater Schnurr gemeinsam mit seinem Besitzer zu einem ländlichen Sommerhaus in die Nähe eines Teiches. In dieser Umgebung erlebt Kater Schnurr weitere für ihn aufregende Abenteuer. Unter anderem macht er dabei Bekanntschaften mit einem Hasen, einen Igel und einer Schlange. Dabei trifft er auch erstmals auf den streitsüchtigen dottergelben Kater. Bei einem weiteren Ausflug mit seinem Herrchen retten sie eine junge ängstliche Katze, im späteren Kiki genannt, vor einer Schar tobender Kinder, in die sich Kater Schnurr verliebt. Als Kiki von dem dottergelben Kater verschleppt wird, kommt es zum großen Kampf, den Schnurr gewinnt.
Mit beginnenden Herbst reisen die zwei Katzen mit ihrem „Zweibeiner“ zurück in die Großstadt, wo sie wieder auf ihre alten Freunde treffen. Mit den ersten Schneeflocken des nahenden Winters bekommt das Katzenpaar Nachwuchs, womit die Geschichte endet.